# Cadrilul (film din 1955)
Cadrilul (titlul original: în cehă Štvorylka) este un film de comedie cehoslovac, realizat în 1955 de regizorii Jozef Medveď și Karol Krška, după o povestire originală a scriitorului Janko Jesenský, protagoniști fiind actorii Viliam Záborský, František Dibarbora, Vladimír Zimmer și Lea Juríčková.

## Rezumat
Orașul pregătește un bal mare, pompos, dar nu pentru toată lumea. O diferențiere socială marcată împarte populația în cei care servesc și cei care sunt deserviți. Poate singura excepție este cuplul Sásik, reprezentanți ai așa-zisului nivel secundar al clasei de meseriași. Soldații intră în orășel, dar nu se știe de ce. Balul de absolvire devine astfel în pericol pentru că ofițerii în uniformă trezesc un mare interes în rândul femeilor. Ceremonia anunțată are loc în sfârșit, dar apoi situația de concurență de care bărbații se temeau cel mai mult, va rămâne neobservată. Etajul va fi ocupat de uniforme, dar numai până când se va suna din goarnă alarma...

## Distribuție
- Viliam Záborský – Zoltán Lálik
- František Dibarbora – arbitrul Branecký
- Vladimír Zimmer – Dr. Ráznik
- Lea Juríčková – Málika Láliková
- Eva Krížiková – Darinka
- Erika Bauerová – Olinka Láliková
- Jozef Kroner – Sásik, croitor
- Hana Grissová – Adela Sásiková
- František Krištof-Veselý – colonel Arpád von Rumplay
- Otto Lackovič – Miško
- Oľga Zöllnerová – Marka
- Branislav Koreň – locotenent Korényi
- Juraj Paška – locotenent Király
- Karol Skovay – funcționar confidențial, tatăl lui Darinka
- Božena Slabejová – soția judecătorului
- Olga Vronská – soția farmacistului
- Jozef Cút – membru al comitetului balului
- Emil Horváth sr. – avocat, membru al comitetului balului
- Mária Hájková – soția notarului
- Ferdinand Lehotský – judecătorul

## Lansare
Filmul Cadrilul a avut premiera în Bratislava pe data de 6 decembrie 1955.
În România premiera filmului a avut loc la data de 22 noiembrie 1956 la cinematograful „I. C. Frimu” și „Înfrățirea între popoare” din capitală.